# 패러매타 패트리어츠
패러매타 패트리어츠(Parramatta Patriots)는 1989년 창단한 구 ABL의 프로 야구 팀이다. 패러매타를 연고로 하고 있으며 홈구장은 오리올레 파크이다. 1990-91 시즌 이후 해체되었으며 시드니 블루가 대신 리그에 참가하였다.

## 같이 보기
- 오스트레일리아 야구 리그 (1989년–1999년)